# 安帕纳
安帕纳（Ampana）是印度尼西亚中苏拉威西省的一个城镇，是托久乌纳乌纳县的县治所在，位于苏拉威西岛中部，地处中苏省东部两个重镇波索和卢武克的中间，北滨托米尼湾。2010年统计，安帕纳所在的安帕纳城镇区（Kecamatan Ampana Kota）共有40,299人。
丹戎阿比机场位于城镇以东四公里。

## 资料来源
1. ↑  . ANTARA.   [2016-10-02].
2. ↑  Biro Pusat Statistik, Jakarta, 2011.